# Andreas Thuresson
Andreas Thuresson, född 18 november 1987 i Kristianstad, Sverige, är en svensk professionell ishockeyspelare som för närvarande spelar för Kölner Heie i tyska DEL (Deutsche Eishockey Liga). Han valdes som 144:e spelare totalt i NHL Entry Draft 2007 av Nashville Predators.

## Karriär
Thuresson började spela ishockey i Tyringe. Efter hans medverkan i TV-pucken flyttade han till Malmö för spel i Malmö Redhawks junior organisation. Vid 19 års ålder tog han plats i klubbens A-lag. Inför säsongen 2007/08 åkte han över till Nordamerika och började spela för Milwaukee Admirals i AHL. Han har spelat sammanlagt 25 NHL- matcher för Nashville Predators. Inför säsongen 2011-2012 blev Thuresson tradead till New York Rangers organisation. Säsongerna 2012-13 och 2013-14 spelade han för Brynäs IF. Inför säsongen 2014-15 skrev han på för ryska HK Sibir Novosibirsk i KHL, men lämnade i december 2014 för Severstal Tjerepovets i samma liga.